# 1376
Năm 1376 là một năm trong lịch Julius.